# Bactritopus
Bactritopus is een geslacht van vliesvleugeligen uit de familie Encyrtidae. De wetenschappelijke naam van dit geslacht is voor het eerst geldig gepubliceerd in 1989 door Trjapitzin.

## Soorten
Het geslacht Bactritopus omvat de volgende soorten:
- Bactritopus andalusicus (Mercet, 1926)
- Bactritopus sugonjaevi (Sharipov, 1983)